# Liste der Einträge im National Register of Historic Places im Johnson County (Missouri)

Lage des Johnson County in Missouri

Die Liste der Einträge im National Register of Historic Places im Johnson County in Missouri führt die Bauwerke und historischen Stätten im Johnson County auf, die in das National Register of Historic Places aufgenommen wurden.

## Legende
| NRHP | Historic Place    |
| HD   | Historic District |

## Aktuelle Einträge
| [ 3 ] | Name                                                                    | Bild                                                       | Eintragsdatum        | Lage                                                                                    | Ort         | Beschreibung             |
| ----- | ----------------------------------------------------------------------- | ---------------------------------------------------------- | -------------------- | --------------------------------------------------------------------------------------- | ----------- | ------------------------ |
| 1     | John A. Adams Farmstead Historic District                               |                                                            | 1994 ID-Nr. 94000701 | 431 Southeast Y Highway 38° 41′ 46″ N, 93° 39′ 58″ W                                    | Warrensburg |                          |
| 2     | Camp Shawnee Historic District                                          |                                                            | 1985 ID-Nr. 85000506 | Südwestlich von Knob Noster 38° 44′ 57″ N, 93° 37′ 7″ W                                 | Knob Noster |                          |
| 3     | Chilhowee Historic District                                             | Chilhowee Historic District                                | 1988 ID-Nr. 88000650 | Walnut Street und Main Street 38° 35′ 16″ N, 93° 51′ 21″ W                              | Chilhowee   |                          |
| 4     | Herbert A. and Bettie E. Cress House                                    | Herbert A. and Bettie E. Cress House                       | 1995 ID-Nr. 95001174 | 222 West Gay Street 38° 45′ 58″ N, 93° 44′ 40″ W                                        | Warrensburg |                          |
| 5     | Garden of Eden Station                                                  | Garden of Eden Station                                     | 1994 ID-Nr. 94000313 | MO 13 Ecke County Road 215NW 38° 47′ 29″ N, 93° 44′ 31″ W                               | Warrensburg |                          |
| 6     | Grover Street Victorian Historic District                               | Grover Street Victorian Historic District                  | 2012 ID-Nr. 12000417 | 209, 210, 211, 212, 214, 216 und 218 Grover Street 38° 45′ 42,6″ N, 93° 44′ 14,4″ W     | Warrensburg | Teil der Warrensburg MPS |
| 7     | Howard School                                                           | Howard School                                              | 2002 ID-Nr. 02000046 | 400 West Culton Street 38° 45′ 51″ N, 93° 43′ 32″ W                                     | Warrensburg |                          |
| 8     | Johnson County Courthouse                                               | Johnson County Courthouse                                  | 1994 ID-Nr. 94000288 | Courthouse Square 38° 45′ 54″ N, 93° 44′ 26″ W                                          | Warrensburg |                          |
| 9     | Johnson County Courthouse                                               | Johnson County Courthouse                                  | 1970 ID-Nr. 70000338 | Old Public Square 38° 45′ 56″ N, 93° 45′ 5″ W                                           | Warrensburg |                          |
| 10    | Jones Brothers Mule Barn                                                | Jones Brothers Mule Barn                                   | 2011 ID-Nr. 11000045 | 101 North College Avenue 38° 45′ 46″ N, 93° 44′ 17″ W                                   | Warrensburg |                          |
| 11    | Magnolia Mills                                                          | Magnolia Mills                                             | 1996 ID-Nr. 96001064 | 200 West Pine Street 38° 45′ 47″ N, 93° 44′ 35″ W                                       | Warrensburg |                          |
| 12    | Masonic Temple                                                          | Masonic Temple                                             | 1998 ID-Nr. 98001544 | 101-1-3 West Market Street und 301-303 North Holden Street 38° 45′ 55″ N, 93° 44′ 23″ W | Warrensburg |                          |
| 13    | Montserrat Recreation Demonstration Area Bridge                         | Montserrat Recreation Demonstration Area Bridge            | 1985 ID-Nr. 85000507 | MO 132 38° 45′ 13″ N, 93° 34′ 36″ W                                                     | Knob Noster |                          |
| 14    | Montserrat Recreation Demonstration Area Dam and Spillway               | Montserrat Recreation Demonstration Area Dam and Spillway  | 1985 ID-Nr. 85000508 | Südwestlich von Knob Noster 38° 44′ 57″ N, 93° 34′ 11″ W                                | Knob Noster |                          |
| 15    | Montserrat Recreation Demonstration Area Entrance Portal                |                                                            | 1985 ID-Nr. 85000509 | Abseits der MO 132 38° 46′ 28″ N, 93° 34′ 2″ W                                          | Knob Noster |                          |
| 16    | Montserrat Recreational Demonstration Area Rock Bath House              | Montserrat Recreational Demonstration Area Rock Bath House | 1985 ID-Nr. 85000510 | Südwestlich von Knob Noster 38° 44′ 58″ N, 93° 34′ 19″ W                                | Knob Noster |                          |
| 17    | Montserrat Recreational Demonstration Area Warehouse No. 2 and Workshop |                                                            | 1985 ID-Nr. 85000509 | Abseits der MO 132 38° 45′ 11″ N, 93° 34′ 43″ W                                         | Knob Noster |                          |
| 18    | Pleasant View School                                                    | Pleasant View School                                       | 1999 ID-Nr. 99000935 | 674 Southwest 131 Highway 38° 40′ 15″ N, 94° 0′ 22″ W                                   | Medford     |                          |
| 19    | Warren Steet Methodist Episcopal Church                                 | Warren Steet Methodist Episcopal Church                    | 1996 ID-Nr. 96001483 | 201 South Warren Street 38° 45′ 43″ N, 93° 44′ 41″ W                                    | Warrensburg |                          |